# 2297 Дагестан
2297 Дагестан (2297 Daghestan) — астероїд головного поясу, відкритий 1 вересня 1978 року.
Тіссеранів параметр щодо Юпітера — 3,191.